# مخازن پلاستیکی تقویت شده با فیبر
پلاستیک‌های تقویت‌شده با فیبر شیشه (FRP)، که همچنین به عنوان GRP یا پلاستیک‌های تقویت‌شدهٔ شیشه‌ای شناخته می‌شود، یک مادهٔ کامپوزیت مدرن برای ساخت تجهیزات کارخانه‌های شیمیایی مانند مخازن است.
تجهیزات شیمیایی که اندازهٔ آن‌ها از کمتر از یک متر تا ۲۰ متر است با استفاده از FRP به عنوان مصالح ساختمانی ساخته می‌شوند، تجهیزات شیمیایی FRP عمدتاً توسط فرآیندهای سیم‌پیچی رشته‌ای تولید می‌شوند. BS4994 هنوز یک استاندارد کلیدی برای این دسته از اقلام باقی مانده‌است.

## لمینیت دوتایی
با توجه به ماهیت مقاومت در برابر خوردگی این پلاستیک‌ها، مخزن می‌تواند به‌طور کامل از کامپوزیت ساخته شود یا می‌توان از یک لایهٔ داخلی دوم استفاده کرد. در هر صورت، لایهٔ داخلی با استفاده از خواص مواد متفاوت نسبت به بخش ساختاری ساخته شده‌است (از این رو نام دوگانه (به معنی دو) و لمینت (واژه‌ای که معمولاً برای لایه‌ای از مواد کامپوزیت استفاده می‌شود) است.
لایهٔ داخلی، اگر از FRP ساخته شده باشد، معمولاً غنی از رزین است و از نوع دیگری از شیشه به نام "C-Glass" استفاده می‌کند، در حالی که بخش ساختاری از "E-Glass" استفاده می‌کند. لاینر ترموپلاستیک معمولاً ۲٫۳ میلی‌متر ضخامت دارد (۱۰۰ میل). این لایه داخلی ترموپلاستیک به استحکام مکانیکی کمک نمی‌کند. لاینر FRP معمولاً قبل از سیم پیچی یا ادامه کار با استفاده از سیستم BPO/DMA یا استفاده از کاتالیزور MEKP با کبالت در رزین، پخت می‌شود.
اگر این لایه از FRP ساخته نشده باشد، انتخاب‌های متعددی برای این لاینر ترموپلاستیک وجود دارد. مهندس مربوطه باید مخزن را بر اساس نیازهای خوردگی شیمیایی تجهیزات طراحی کند. PP, PVC, PTFE, ECTFE, ETFE, FEP, CPVC, PVDF به عنوان کاندیدای لایه داخلی معمولی ترموپلاستیک استفاده می‌شود.
با توجه به ویژگی‌های FRP از جمله ضعف در کمانش، استحکام بسیار زیاد در برابر نیروهای کششی و مقاومت آن در برابر خوردگی، یک مخزن هیدرواستاتیک، یک کاربرد منطقی برای کامپوزیت است. مخزن به گونه ای طراحی شده‌است که در برابر نیروهای هیدرواستاتیکی مورد نیاز با جهت‌گیری الیاف در جهت مماسی مقاومت کند. این استحکام حلقه را افزایش می‌دهد و مخازن را به‌طور ناهمسانگرد قوی تر از فولاد می‌کند.

## کاربردها
مخازن FRP که مطابق استاندارد BS 4994 طراحی شده‌اند به‌طور گسترده در صنایع شیمیایی در بخش‌های زیر استفاده می‌شوند: تولیدکنندگان کلر قلیایی، کود، خمیر چوب و کاغذ، استخراج فلز، تصفیه، آبکاری، آب‌نمک، سرکه، فرآوری مواد غذایی و تجهیزات کنترل آلودگی هوا، به ویژه در تصفیه‌خانه‌های فاضلاب شهری و تصفیه‌خانه‌های آب.

## انواع
مخازن فرایند این پلاستیک در کاربردهای مختلف تجاری و صنعتی از جمله کاربردهای شیمیایی، آب و فاضلاب، غذا و نوشیدنی، معدن و فلزات، نیرو، انرژی و کاربردهای با خلوص بالا استفاده می‌شوند.

### اسکرابر
از اسکرابرهای FRP برای شستشوی مایعات استفاده می‌شود. در فناوری کنترل آلودگی هوا، اسکرابرها در سه نوع حوزهٔ خشک، حوزهٔ مرطوب و حوزهٔ بیولوژیک عرضه می‌شوند.

#### اسکرابرهای خشک
اسکرابرهای خشک تشکیل شده از یک محیط خشکِ جامد است که محدودیت‌های متعددی در طراحی دارند مانند:
- بارگیری و تخلیه بار مجدد رسانه
- اثرات خورنده مایعی که باید رفع شود
- فشار داخلی و خارجی[۲]
- بارهای زیست‌محیطی
- بارهای پشتیبانی برای شبکه و سیستم پشتیبانی
- مه‌زدایی برای حذف مایعاتی که محیط خشک را تخریب می‌کنند
- حذف میعانات، برای حذف هرگونه مایعی که در داخل ظرف متراکم می‌شود

#### اسکرابرهای تر
اسکرابرهای مرطوب معمولاً سیال آلوده را در محلول شستشو خیس می‌کنند و باید با معیارهای دقیق‌تری طراحی شوند. محدودیت‌های طراحی برای اسکرابرهای رسانهٔ مرطوب معمولاً عبارت‌اند از:
- کنترل اثرات خورندهٔ سیال آلوده و محلول شستشو.
- فشار زیاد و بارگذاری یک سیستم اسپری
- آیرودینامیک بخش داخلی برای اطمینان از عدم وجود عبور
- سیستم‌های پشتیبانی داخلی
- مخزن مایع شستشو برای گردش مجدد
- فشار داخلی و خارجی
- بارهای زیست‌محیطی

#### اسکرابرهای بیولوژیکی
مخزن ذخیره‌سازی معمولی ساخته شده از FRP دارای ورودی، خروجی، دریچه، درگاه دسترسی، تخلیه و نازل سرریز است. با این حال، ویژگی‌های دیگری نیز وجود دارد که می‌تواند در مخزن گنجانده شود. نردبان‌های بیرونی امکان دسترسی آسان به سقف را برای بارگیری فراهم می‌کنند. سازه باید طوری طراحی شود که بار کسی که روی این نردبان ایستاده‌است را تحمل کند و حتی در مقابل فردی که روی پشت بام ایستاده‌است مقاومت کند. کف شیب‌دار امکان تخلیهٔ راحت‌تر را فراهم می‌کند. گیج‌های سطح به کسی اجازه می‌دهد تا سطح مایع در مخزن را به دقت بخواند. ظرف باید در برابر ماهیت خورنده سیال موجود در آن مقاوم باشد.

## استانداردها
مخازن فایبرگلاس تحت نظارت چندین گروه قرار می‌گیرند.
- Bs4994-87 استاندارد استاندارد بریتانیا برای مخازن و شناورهای FRP است که توسط EN 13121 جایگزین شده‌است.
- EN 13121
- ASME RTP-1 (تجهیزات مقاوم در برابر خوردگی پلاستیک گرماسخت) استانداردی برای مخازن و کشتی‌های FRP است که در ایالات متحده با قدرت کمتر از 15 psig نگهداری می‌شوند و تا حدی یا کاملاً بالای زمین قرار دارند. (پارامترها و مشخصات طراحی معمولی به انطباق با ASME RTP-1 یا تأیید اعتبار از ASME نیاز دارند)
- ASTM 3299 که فقط یک مشخصات محصول است، فرایند سیم پیچی رشته را برای مخازن کنترل می‌کند. این یک استاندارد طراحی نیست.
- SS245: 1995 استاندارد سنگاپور برای مخازن ذخیره آب مقطعی GRP.[۴]

### Bs4994
برای جلوگیری از عدم قطعیت مربوط به تعیین ضخامت به تنهایی، BS4994 مفهوم «ویژگی‌های واحد» را معرفی کرد. این ویژگی در واحد عرض، در واحد جرم آرماتور است. به عنوان مثال، UNIT STRENGTH به عنوان بار بر حسب نیوتن بر میلی‌متر (از عرض ورقه) برای لایه‌ای متشکل از ۱ کیلوگرم شیشه در هر متر مربع تعریف می‌شود؛ یعنی واحد N/mm در هر کیلوگرم بر متر مربع شیشه است.

### ASME RTP-1
در مشخصات RTP-1، نگرانی‌های اولیه مربوط به تنش و کرنش، مانند تنش حلقه‌ای، تنش محوری، و تنش شکستگی به خواص فیزیکی مواد، مانند مدول یانگ (که ممکن است به دلیل فرایند سیم‌پیچی رشته به تحلیل ناهمسانگرد نیاز داشته باشد، مربوط می‌شود). این‌ها به بارهای طراحی مانند فشار و کرنش داخلی مربوط می‌شود.

### BS EN 13121
این استاندارد اروپایی جایگزین BS4994-87 می‌شود که اکنون با عنوان Current, Obsolescent, Superseded مشخص شده‌است.

### SS245: 1995
این استاندارد سنگاپور برای مخزن آب مقطعی GRP است که جاری است.